# 1000 Watt-prijs
De 1000 Watt-prijs is een theaterprijs die jaarlijks werd uitgereikt aan de indrukwekkendste jeugdtheatervoorstelling in België en Nederland (2000-2004). Opvolger werd de Gouden Krekel voor de indrukwekkendste jeugdtheaterproductie.
De prijs ontstond in 2000 door de samenvoeging van de Nederlandse Hans Snoekprijs en de Vlaamse Signaalprijs en werd aan een gezelschap of individu toegekend. Aan de prijs was een bedrag van 1 miljoen frank, later 25.000 euro, verbonden. Financiering gebeurde door de Vlaamse en de Nederlandse regering in het kader van de Vlaams–Nederlandse samenwerking. 
De laatste 1000 Watt-prijs werd uitgereikt op 14 april 2005. De Gouden Krekel kwam ter vervanging: prijzen voor 'meest indrukwekkende productie' en 'meest indrukwekkende podiumprestatie'.
Naast de 1000 Watt-prijs reikte de jury ook een aanmoedigingsprijs uit: Het Lichtpunt, een eervolle vermelding en een stimulans voor een beginnend gezelschap of een beginnend maker binnen de podiumkunsten voor kinderen en jongeren in Nederland en Vlaanderen (opvolger van deze prijs is de Gouden Krekel 'meest indrukwekkende podiumprestatie').
De jury van deze jeugdtheaterprijzen bestond onder meer uit: 
Ingrid Melman (Theater De Lieve Vrouw Amersfoort) (voorzitter), Eddie Guldolf (De Velinx Tongeren), Fons de Jong (Theater aan het Vrijthof Maastricht), Paul Neefs (De Werft Geel), Jan Staes (Canon Cultuurcel Brussel), Pietie van Veen (Zaantheater Zaandam), Willemijn in ’t Veld (Utrechts Nieuwsblad); Floortje Bakkeren, Katja Brenninkmeijer, Fons Dejong, Peter Haex, Paul Neefs, Jan Staes (voorzitter) en Els Van Steenberghe.

## Winnaars 1000 Watt-prijs
- 2000: Bianca en de jager, regie Hans van den Boom, productie Stella Den Haag
- 2001: Ola Pola Potloodgat, door Pascale Platel (en Randi De Vlieghe), productie BRONKS
- 2002: Assepoester van Mieja Hollevoet, productie BRONKS
- 2003: Drie Zusters, van Inne Goris, productie ZEVEN
- 2004: Stoksielalleen van Raven Ruëll, productie BRONKS

## Lichtpunt
- 2000: Creditcard called life:16, door Inès Sauer, productie BRONKS
- 2001: Feestbeest, door Sanne Vogel, productie Het Syndicaat
- 2002: fABULEUS
- 2003: Hanneke Paauwe
- 2004: Esther de Koning